# Biserica „Sfinții Arhangheli Mihail și Gavriil” din Negrea
Biserica „Sf. Arhangheli Mihail și Gavriil” este o biserică amplasată în Negrea, raionul Hîncești, Republica Moldova. Este un monument arhitectural de importanță națională inclus în Registrul monumentelor Republicii Moldova ocrotite de stat cu nr. 626 (raionul Hîncești). Datează din 1880.